# Secuencialmente completo
En matemáticas, específicamente en topología y análisis funcional, se dice que un subespacio S de un espacio uniforme X es secuencialmente completo o semicompleto si cada sucesión de Cauchy en S converge a un elemento en S.
El espacio X se denomina secuencialmente completo si es un subconjunto secuencialmente completo de sí mismo.

## Espacios vectoriales topológicos secuencialmente completos
Cada espacio vectorial topológico es un espacio uniforme, por lo que se le puede aplicar la noción de completitud secuencial.

### Propiedades de los espacios vectoriales topológicos secuencialmente completos
1. Un disco acotado y secuencialmente completo en un espacio vectorial topológico de Hausdorff es un disco de Banach.[2]
2. Un espacio localmente convexo de Hausdorff que es secuencialmente completo y bornológico, es ultrabornológico.[3]

## Ejemplos y condiciones suficientes
1. Cada espacio métrico completo se completa secuencialmente, pero no a la inversa.
2. Un espacio metrizable entonces está completo si y solo si está secuencialmente completo.
3. Cada espacio vectorial topológico completo es cuasi completa, y cada espacio vectorial topológico cuasi completo es secuencialmente completo.[4]